# Mookie
Pour plus de détails, voir Fiche technique et Distribution.
Mookie est un film français d'Hervé Palud, sorti en 1998 avec Jacques Villeret et l'ancien footballeur Éric Cantona.

## Synopsis
En Afrique, une jeune chimpanzé femelle assiste à la chute d'une météorite dont les radiations vont lui permettre de développer le sens de la parole. Capturée par des braconniers avides d'argent et transférée au Mexique, elle s'échappe et finit dans le désert où elle manque de mourir. Elle est recueillie par frère Benoît, un moine français bénévole, qui est au Mexique afin d'aider les populations pauvres ou démunies et de répandre la bonne parole. Frère Benoît prend donc en charge la jeune chimpanzé qu'il nomme Mookie et l'élève personnellement dans l'orphelinat pour enfants dont il a la charge avec l'aide de Sœur Rose qui sauve Mookie de la déshydratation. Jusqu'au jour où Frère Benoît se rend compte du don de Mookie et la fait examiner par la Mère Supérieure qui veut immédiatement confier Mookie à des scientifiques. Pour éviter cela, Frère Benoît prend l'initiative de partir à Mexico au monastère où il est arrivé des années auparavant. Il demande alors de l'aide à Pablo, le seul ami en qui il a encore confiance dans la région et qui le dirige vers Antoine Capella, un boxeur français solitaire, qui prendra la route vers Mexico pour y accomplir quelques matchs professionnels. Le trajet vers Mexico qui aurait dû prendre quatre jours se compliquera tout le long du film par un tas d'embûches et de problèmes de tout genres.

## Fiche technique
- Titre : Mookie
- Réalisation : Hervé Palud
- Scénario : Hervé Palud, Simon Michaël et Igor Aptekman
- Musique : Manu Katché
- Directeur de la photographie : Bernard Lutic
- Montage : Roland Baubeau
- Chef décorateur : Ivan Maussion
- Producteur : Claude Berri et Pierre Grunstein
- Sociétés de production : Studiocanal, Renn Productions, TF1 Films Production, Hop-La Productions, Katharina
- Pays :  France
- Langue originale : français
- Genre : comédie
- Durée : 87 minutes
- Dates de sortie : 
  - 9 décembre 1998
  - 3 mai 2011 (ressortie en numérique)

## Distribution
- Jacques Villeret : Frère Benoît
- Éric Cantona : Antoine Capella
- Emiliano Suarez : Valdez
- Carla Ortiz : Fanfan
- Harry Porter : Richardson
- Michel Elias : voix de Mookie
- Valérie Bonneton : sœur Rose
- Victor Sanchez Ramirez : Pablo
- Dominique Besnehard : le Maître d'hôtel du Restaurant "Le Gai Paris"
- Rocky Albert Nirschl : l'auto-stoppeur bègue

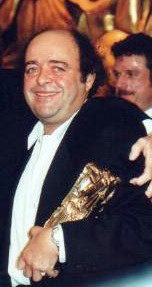
Jacques Villeret
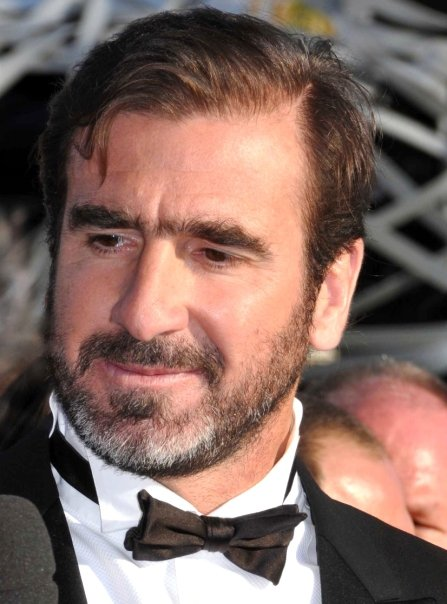
Éric Cantona
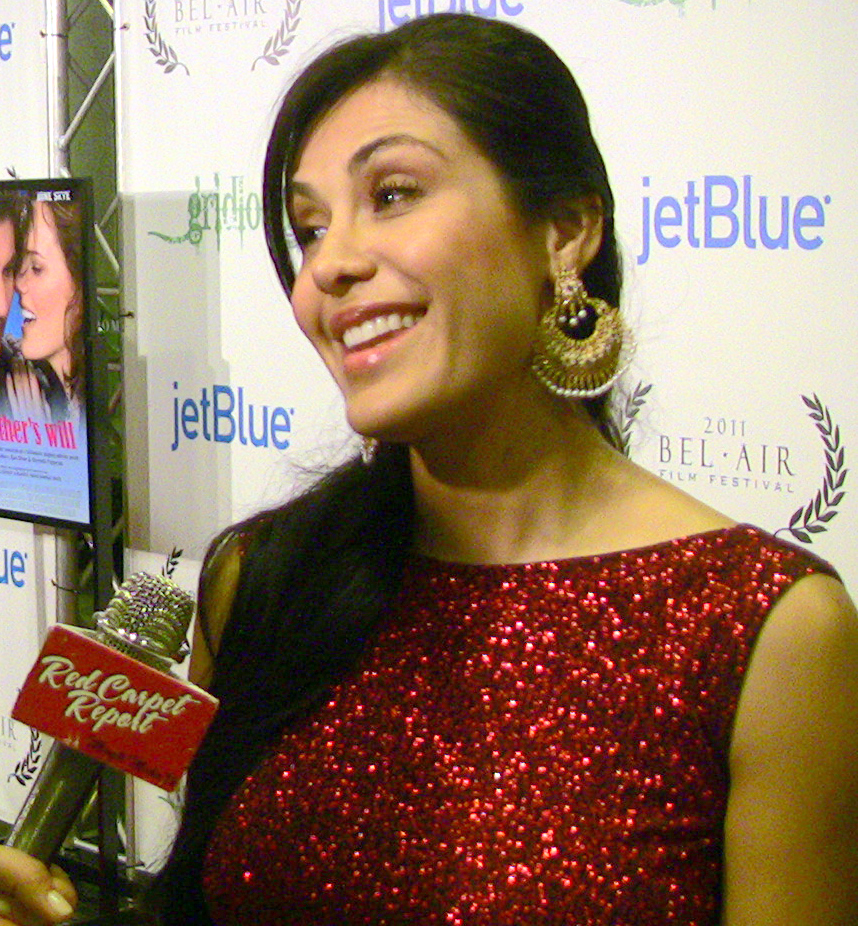
Carla Ortiz
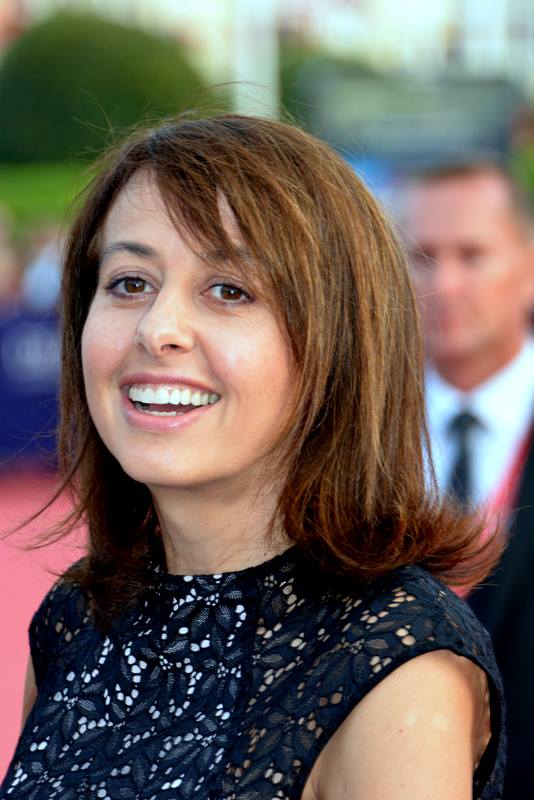
Valérie Bonneton
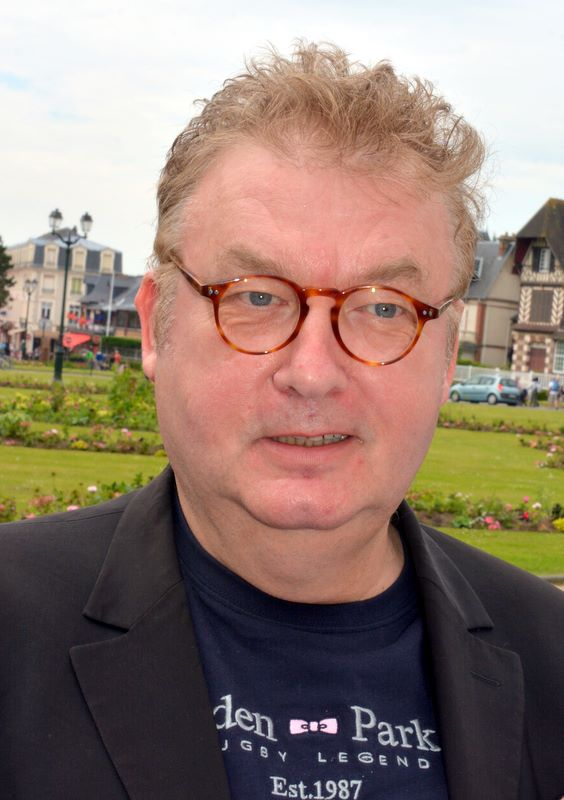
Dominique Besnehard

## Bande originale
- El Taqui Taqui, composé par Vladimir Dhotel et Paulino Winston, interprété par Los Illegales
- Level the Vibes, composé par Roberts Lindon, interprété par Half Pint
- Tu Pum Pum, interprété par El General
- Pedro Navaja, composé et interprété par Rubén Blades
- Yo Soy la Zarza, composé par Bobby Cruz et Richie Ray
- Que Bien !, de M Venegas et G Preskett
- Black Mambo, de Collin Fretcher
- Vale of Light, de Richard Harvey
- Arrecotin Arrecotan, d'Ismael Rivera
- Nina y Senora, de Tito Ernest Puente
- Conga, interprété par Gloria Estefan
- Pare Cochero, composé par Marcello Guerra et Miguel Angel Bangueia
- Bonito y Sabroso, composé par Benny Moré
- El Carretero, composé par Guillermo Portabales

## Box office
Un résultat décevant, le film ne restant en salles que 4 semaines. En revanche la sortie en VHS rencontrera un succès colossal.

## Critique
Un ensemble de critiques assez moyennes du côté des spectateurs et des médias.
- Le Monde lui donne 2 sur 5 : « Pas une seule idée, pas la moindre réplique amusante, même pas la révélation d'un nouvel acteur comique en la personne de l'ancien footballeur Éric Cantona (...). »
- Planet-cinema donnera la même note : « C'est triste, mais Mookie est un ratage complet (...). »
- Télérama sera plus indulgent avec 3 sur 5 : « Une petite vadrouille ensoleillée (...). »

## Autour du film
Jacques Villeret et Éric Cantona se retrouvent un an plus tard dans le film Les Enfants du marais où Éric Cantona joue aussi un champion de boxe.

## Citations
Le film a popularisé un grand nombre de répliques devenues cultes[réf. nécessaire] de par leur originalité, car elles sont pour la plupart prononcées par Mookie :
- Mookie pas macaque !
- Occupé !
- Bisou biscoteau !
- Gros crétin !
- Pépére !
- Mookie pas cage !